# 六花的勇者
《六花的勇者》是山形石雄於2011年發表的日本輕小說作品，由宮城負責繪製插畫，目前已出版六冊。於2012年起開始發行改編漫畫單行本。2015年7月至9月播放改編電視動畫。

## 故事大綱
當「魔神」自暗黑深淵甦醒時，命運之神將選出六名勇者，授與拯救世界的力量。自稱地表上最強的少年亞德雷，獲選為六名「六花勇者」之一，並前往約定之地集結，然而在那卻有七名勇者出現，七人之中誰才是真正的內奸，勇者們變得疑神疑鬼，其中亞德雷卻遭受到強烈的質疑……

## 登場人物

### 六花勇者的隊伍

#### 六花勇者队伍中的伪装者
亞德雷·麥亞（聲：齊藤壯馬、澤城美雪（幼少期））
自稱「地表上最強的男人」的18歲少年。本作主角。於劇情中多以解謎的定位存在，也是六花們信賴的領隊。
戰鬥才能遠高於凡人，但在六花勇者队伍裡處於劣等，本人對此也有所自覺，但在劍術和秘密道具的組合戰技、頭腦與機智相當的拔群。為了向命運之神展現自身的力量，亦以邪道的戰鬥方式無視規則在彼埃納神前比武大會裡攪局，也因此被冠上「卑鄙戰士」的稱號。在年幼時，凶魔襲擊其村莊令他失去朋友與姊姊，為了復仇成為艾特洛的徒弟，日日夜夜進行嚴酷的修行……
本作核心謎底為主角並非本次第三代的六花勇者，而是凶魔首领泰格狃偷偷安排六花紋章的「第七人」，但本人完全沒有這個自覺。
四年前受泰格狃的能力暗示而在見到芙雷米的第一眼時愛上了她，因而不顧一切的保護芙雷米。而後推斷出了自己就是第七人的事實，與韓斯聯手打敗泰格狃，但在泰格狃死後受到的暗示解除，對芙雷米的情感轉趨為複雜。
右手上的紋章為泰格狃以能力操控持花聖者所製，但於魔神的自白中似乎期待著此枚紋章與亞德雷是左右魔神復活的關鍵。
娜榭塔妮亞·露伊·彼埃納·奧古斯特（聲：日笠陽子）
〈刃〉之聖者。彼埃納王國的第一公主。17歲。
是彼埃納最強的劍士。武器為細劍，穿著兔型頭盔和白色鎧甲。個性自由奔放愛惡作劇，但富有強烈的領袖魅力。能憑空召喚出無數刀刃。
核心謎底為公主並非本次第三代的六花勇者，而是凶魔首领德茲安排的「第七人」，與德茲是志同道合的同伴。
計畫除去本屆六花勇者是為了德茲與另兩大凶魔首領的賭約，獲取指揮所有凶魔的權力，而後被亞德雷識破全盤計畫而敗逃。後與泰格狃交換條件時遭砍去左手囚禁於凶魔體內，為葛道夫所救出後與德茲暫時和六花勇者的隊伍結盟，直到打敗其他兇魔首領為止。
胸前的紋章是第二代時之聖者哈猶哈所持，轉交給德茲所獲取的。與德茲的目的是為了要創造出一個凶魔與人類能和平共處的世界，僅透露了他們要另外選擇另外一位能平等愛著人類與凶魔的新魔神。

#### 六花的勇者

##### 黑之徒花
芙蕾米·史披德洛（聲：悠木碧）
〈火藥〉之聖者，本次第三代的六花勇者之一。右眼桃色左眼藍色的白髮少女。18歲。
操使槍枝與炸彈。凶魔與人類的混血兒，受凶魔首领泰格狃计划控制，奉泰格狃命令殺害六花勇者的候補人。在凶魔的培育下成長，渴望獲得族群的認同，盡心盡力的完成任務。但在敗給恰姆後，泰格狃的態度卻一百八十度的轉變，連從小作為親人陪伴的凶魔也追殺她。被親人背叛的芙雷米，無法原諒牠們是假裝愛著自己，為了復仇而決意要打倒魔神。
個性冷淡不愛與他人來往，隨著故事的推進承認在意著亞德雷，但不知是否為愛情。
是凶魔首领泰格狃奪取持花聖者能力，為了毀滅六花而造出的人型聖具「黑之徒花」。實際效果不明，但需要在六花的附近才有最大的效果，而芙雷米的過去就是泰格狃為了讓她能獲選本代六花而設計。本人知道後打算自殺，為亞德雷感動所救回，但在泰格狃死前揭露亞德雷對她的感情來自於被操控的愛情，僅僅只是泰格狃為了保護黑之徒花不被破壞的策畫，又再一次恢復過往緊閉心扉的模樣。

##### 真六花的勇者
韓斯·韓普提（聲：鈴村健一）
模仿貓的動作使用獨特劍術的暗殺者，本次第三代的六花勇者之一。20歲左右。
武器為兩把鉈型的劍，話語間時常穿插貓叫聲。雖然外表與言行總是帶有輕佻而不認真愛開玩笑的態度，但戰鬥能力在六花勇者中非常頂尖，對於謎團的邏輯分析能力也十分出眾，也僅有他一人持續提出第七人不知自己的身分，而懷疑第七人就是亞德雷的論點。
原欲殺了承認自己是黑之徒花的芙雷米與有做出可疑行動的亞德雷，不過最後被亞德雷反將一軍成為嫌疑最大者，與恰姆暫時脫離六花勇者的隊伍，但此次離隊是為了騙過泰格狃製造分裂假象，後與亞德雷聯手除去泰格狃。
摩菈·切斯特（聲：佐藤利奈）
〈山〉之聖者，本次第三代的六花勇者之一。外表約30歲上下的女性。
領導聖者的萬天神殿長，武裝為鐵甲。有著千里眼和運用山精氣治療的能力，能利用山之回音在遠方也能傳達訊息。文武雙全富有經驗與實力的年長勇者，也有一旦確信後絕不更改的頑固缺點。
三年前因為女兒遭泰格狃植入威脅性命的蟲型兇魔，被迫與其訂下密約，被要求在一定期限內親手殺掉一名六花勇者換取其女的性命。在經過各種嘗試仍無法除去泰格狃後決定實行計畫，在戰鬥中與韓斯以同歸於盡的打法抓住了他疏忽的一刻奪去其性命；但三年前的同時他也培養了鮮血聖者蘿蘿妮亞，運用其驚人的治癒才能救回韓斯。坦白一切後原欲一死面對自己的罪過，但為眾人所原諒。
恰姆·若瑟（聲：加隈亞衣）
〈沼〉之聖者，本次第三代的六花勇者之一。年僅14歲的少女，
除了持花聖者外有著史上最強稱呼的實力者，性格任性且傲慢是個沒有協調性的小孩，經過一次次戰鬥歷練逐漸成熟。操使體內所飼養的水棲凶魔（從魔）。曾與芙雷米交手過並且獲勝，亦對於想暗殺自己的芙雷米感到非常氣憤，總是主張芙雷米為第七人。
後對韓斯抱有一絲好感與信任。在他暫時脫離六花勇者的隊伍時，選擇相信韓斯並與他一同行動。
葛道夫·奧歐拉（聲：內山昂輝）
彼埃納王國軍黑角騎士團的騎士，本次第三代的六花勇者之一。有著與16歲不相稱的體格和嚴謹的容貌，穿著羊型頭盔和黑色鎧甲，手持纏繞著鎖鏈的黑色長槍，擁有天生的戰鬥能力與怪力。是娜榭塔妮亞沒戰勝過的彼埃納王國最強騎士，但其精神面還有些不成熟。對娜榭塔妮亞非常的忠心。持有聖具「誠臣之盔」。
因幼時為娜榭塔妮亞所救，而發誓絕對要再次保護她；經歷過娜榭塔妮亞的背叛與再度拯救她以後，確立仍會以拯救世界的六花勇者行動的志向，但若其他六花勇者覬覦娜榭塔妮亞的性命也會毫不留情的除掉其他人，只保護公主的人身安全，卻已經完全不信任公主，並站在六花同一陣線。
蘿蘿妮亞·曼切特（聲：金元壽子）
〈鮮血〉聖者，本次第三代的六花勇者之一。
用自身的血液浸滿鞭心便能靈活控制鞭子，亦能控制血液治療傷口，舔他人的血液也能獲得對方的情報。個性非常膽小，在戰鬥時為了提高鬥志會不斷的咒罵。原是〈鮮血〉神殿工作的孤兒，獲選〈鮮血〉聖者後開始接受摩菈的菁英教育。受艾特洛的短期指導時結識了亞德雷，亦對他抱有好感。

### 其他人類

#### 现代的其他人物
艾特洛·史派克（聲：大木民夫）
亞德雷的師父。居住於人煙稀少的森林裡，獨自研究各種對付凶魔方法，發明出各種武器、防具、道具，甚至武術、劍術、科學都有研究。由於訓練太過嚴苛，讓許多徒弟都臨陣脫逃了，修行成功者獨有亞德雷一個人。知識淵博，了解凶魔的各種弱點，同時也是個非常神祕的人物。
崴綸·柯特
〈鹽〉之聖者。性格忠誠老實、表裡如一。擅長製作驅逐凶魔的結界，也能將敵人化為鹽塊，戰鬥能力相當高。是摩菈的聖者朋友中最值得信賴的一位，當摩菈不在崗位時，會暫時代理萬天神殿長的職務。此外也是教導蘿蘿妮亞在戰鬥中咒罵的人。
艾思芮
〈冰〉之聖者。擁有強大實力的六花勇者候補人選，最後慘遭芙雷米殺害。
黎烏拉
〈太陽〉聖者。前代萬天神殿長。能從天使用足以毀掉一座城的熱線，與恰姆被喻為當代最強的聖者。目前邁入高齡無法戰鬥。

#### 第一代六花勇者
弗爾曼
七百年前的六花勇者。有著英雄王的稱號，並擔任領隊。魔神封印後，與卓孚雷同歸於盡。
巴納
七百年前的六花勇者。有著弓聖的稱號。魔神封印後，留下了戰鬥紀錄著作巴納戰記。

#### 第二代六花勇者
哈猶哈·普雷希爾
三百年前的六花勇者。〈時〉之聖者。能操縱觸碰之物的時光，也是當時擊敗魔神的頭號功臣。性格無拘束且任性妄為。魔神封印後，返回魔哭領與泰格狃、卡爾癸克、德茲一同調查魔神的真面目。以操控時間的能力讓自己的六花紋章維持在不消失的狀態，後來私下轉交給德茲。在五年後死亡，原因不明。
瑪莉
三百年前的六花勇者。〈刃〉之聖者。魔神封印後，留下了戰鬥紀錄著作。

### 統率者
有著最強力量和知性的三頭凶魔。原彼此協力與第二代六花的勇者戰鬥，在魔神封印敗北後，和哈猶哈一同調查魔神，在得知魔神的真面目後意見分裂，現互為敵對關係。三頭有著只要其中一頭最先打倒三名六花勇者剩下的兩頭得服從自己的契約。

#### 不效忠魔神的凶魔
泰格狃（聲：石田彰）
統率眾凶魔的巨頭之一。屬於支配種，無花果型凶魔，能夠分出力量強化其他凶魔，非常狡猾的策略家，掌握四成全體凶魔。思考極為獨特，打著「愛」是這個世界最強的力量的理論，喜歡利用愛情作為策略。認為除了自己以外的事物都是道具，將部下作為棋子死去也無妨；將人類作為奴隸使用，此方針也與卡爾癸克對立。喜愛見到人類富含負面情緒的表情。
實際上擁有的另外一項能力為操控人心中的「愛情」此項情感，以此能力他操控了自我封印的持花聖者愛上他並奪取其能力，製造了毀滅六花的人型聖具「黑之徒花」芙雷米與第七枚紋章。並再操控亞德雷愛上芙雷米，以達到保護黑之徒花的效果。最後被亞德雷及韓斯聯手除去。
550年前與卡爾奎克和德茲還是知心好友，一同並肩作戰對付二代六花勇者，因為與〈時〉之聖者哈猶哈探究出魔神的真面目，產生意見分歧，而導致三隻兇魔分道揚鑣。

#### 效忠魔神的凶魔
卡爾癸克
統率眾凶魔的巨頭之一。有著銀色鬃毛和鎧甲用雙腳步行的獅子。堪稱當代最強凶魔，掌握六成全體凶魔，與泰格狃相反有著正面迎擊戰鬥的美德，將部下視為自己孩子般的珍視，其方針讓泰格狃覺得厭惡。
550年前與泰格狃和德茲還是知心好友，一同並肩作戰對付二代六花勇者，因為與〈時〉之聖者哈猶哈探究出魔神的真面目，產生意見分歧，而導致三隻兇魔分道揚鑣。

#### 另立新魔神的凶魔
德茲
統率眾凶魔的巨頭之一。有著柔順毛髮圓眼珠的犬型凶魔。只有家犬那麽大，有著柔順的毛髮，圓眼珠，大耳朵，大尾巴，不像松鼠，不像老鼠，也不像狗的不可思議的生物，從頭上長出來的角比起恐怖更讓人感到可愛。兩百年前背叛魔神遭受泰格狃和卡爾癸克敵視。與〈刃〉之聖者娜榭塔妮亞為同伴，兩人目的是為了要創造出一個凶魔與人類能和平共處的世界，僅透露了他們要另外選擇另外一位能平等愛著人類與凶魔的新魔神。
550年前與卡爾奎克和泰格狃還是知心好友，一同並肩作戰對付二代六花勇者，因為與〈時〉之聖者哈猶哈探究出魔神的真面目，產生意見分歧，而導致三隻兇魔分道揚鑣。

### 其他的凶魔
魔王卓孚雷
七百年前凶魔的統率者。有著史上最強凶魔的稱呼，地位僅次於魔神所以被冠上魔王的稱號。其部下有頭跟泰格狃相似的凶魔。卓孚雷有著孔雀般的羽毛，不像鳥也不像貓的不可思議身形，巴納戰記中寫道「那是他一生當中看過最美麗的存在」。魔神封印後，與弗爾曼同歸於盡。

### 擬似神族
持花聖者
在千年前魔神危機中拯救人類的神秘人物，後來被泰格狃所騙取六花力量和封印變得像木乃伊，但仍然保有生命的表征。
雖然其似人類年輕女性的外表，但據接觸過她的勇者所判斷，她應當是女神或神祇。在和魔神對話中被稱為「瑪翁」，可能是魔神的同伴而不知為何敵對。
但在外傳的自述中曾經是人類，也嫌惡和自己同期已存在的其他聖者，並不想聽到人類對自己祈禱。
魔神
千年前曾經一度橫行的神秘力量。外觀像一鬿巨大的泥巴，可到處流動所到之處的人類皆死，可是對其他生物威脅不明顯，就其所封印的魔哭嶺內的非人類生物健在。而祂是所有兇魔的創造者，也是持花聖者的同伴。至今為何會企圖消滅人類的理由還是個謎。
在第六集小說的結尾，發現持花聖者在已身旁，便把她吸進體內。

## 用語释义
六花的勇者
將魔神封印由命運之神挑選出的六名戰士。
被選中的戰士身體任一部位會出現六枚花瓣圖樣的「六花紋章」，當有勇者死亡，花瓣便會消失，夥伴們可透過紋章得知彼此的生死。
全大陸各有三十處持花聖者所建造祭祀命運神的神殿，上萬名在神殿前展現武藝的戰士，僅會在裡頭挑選出六名最優秀的成為勇者。
從前持花聖者將自己的力量分為六等份傳於後世，由未來的勇者們分別繼承，所以勇者必定是六個人。
聖者
擁有超常能力的戰士。神與聖者能力是一對一的，若聖者死亡或是奉還聖者之力，才會有其他聖者繼承該能力。由於神為女性，所以寄宿神之力的聖者全員皆為女性。聖者的血液對於凶魔的命核是猛毒。除了〈刃〉〈沼〉〈大地〉等原本就存在的能力，亦可建造新的神殿並透過儀式誕生〈火藥〉等的新聖者。
凶魔
魔神的麾下生物。能自在地變換型態，雖然是原單一的生物卻有各種不同姿態和能力。基本不會襲擊人類以外的生物，除了統率的凶魔有複雜的情感外，其餘的凶魔只是想著如何殺掉人類，知能大多與動物相同。想要成功的殺掉兇魔，就必須破壞他的命核。
支配種
極為稀有的凶魔，能將自己的身體部位分給其餘凶魔吞食，吞食其身體的凶魔可以獲得數倍的強化，會被所吞食的對象操控，成為傀儡般的存在。目前已知的支配種只有統帥者之一的泰格狃及魔王卓孚雷。
命核
對於凶魔來說是相當於大腦的部分，即使是以壓倒性生命力著稱的凶魔，若是命核被毀的話也肯定會死。一匹凶魔的身體裡必有一顆命核，泛著金屬光澤的球形物體，大小為直徑五公分左右。
特質凶具
隸屬於泰格狃旗下的特殊凶魔，他們並不致力於提升戰鬥能力，而是聽從泰格狃的指示，將自己的特殊能力進化至極限。有些擁有特化過的追蹤能力，有些能侵入聖者體內封住其神力，有些擅長從人類身上獲取情資，有些嗅覺極度靈敏，有些則擁有與人類生子的能力。
魔哭領
魔神封印處與凶魔們的所在地。魔哭領佈滿魔神所釋放出會危害人類的瘴毒，唯有六花紋章能抵擋瘴毒，所以能封印魔神的只有六花的勇者。

## 出版書籍

### 轻小說
| 冊數      | 集英社         | 集英社                 | 青文出版社     | 青文出版社             | 力潮文创     | 力潮文创               |
| 冊數      | 初版發售日期   | ISBN                   | 初版發售日期   | ISBN                   | 初版發售日期 | ISBN                   |
| --------- | -------------- | ---------------------- | -------------- | ---------------------- | ------------ | ---------------------- |
| 1         | 2011年8月25日  | ISBN 978-4-08-630633-1 | 2013年1月19日  | ISBN 978-986-310-468-1 | 2016年1月    | ISBN 978-7-5397-8480-9 |
| 2         | 2012年4月25日  | ISBN 978-4-08-630671-3 | 2013年3月14日  | ISBN 978-986-310-562-6 | 2016年1月    | ISBN 978-7-5397-8656-8 |
| 3         | 2012年11月22日 | ISBN 978-4-08-630710-9 | 2013年8月16日  | ISBN 978-986-310-680-7 | 2016年7月    | ISBN 978-7-5397-8907-1 |
| 4         | 2013年7月25日  | ISBN 978-4-08-630745-1 | 2014年2月6日   | ISBN 978-986-310-931-0 | 2016年7月    | ISBN 978-7-5397-8989-7 |
| 5         | 2014年11月21日 | ISBN 978-4-08-631008-6 | 2015年4月22日  | ISBN 978-986-356-222-1 | 2017年3月    | ISBN 978-7-5397-9470-9 |
| 6         | 2015年7月24日  | ISBN 978-408-631-056-7 | 2016年3月1日   | ISBN 978-986-356-316-7 | 2024年       |                        |
| Archive 1 | 2016年3月25日  | ISBN 978-4-08-631105-2 | 2016年10月27日 | ISBN 978-986-356-377-8 | 2024年       |                        |

### 漫畫
漫画由在原作轻小说的基础上改编作画而成。
| 冊數 | 集英社         | 集英社                 | 青文出版社     | 青文出版社             |
| 冊數 | 初版發售日期   | ISBN                   | 初版發售日期   | ISBN                   |
| ---- | -------------- | ---------------------- | -------------- | ---------------------- |
| 1    | 2012年10月25日 | ISBN 978-4-08-782468-1 | 2013年12月30日 | ISBN 978-986-310-844-3 |
| 2    | 2013年7月25日  | ISBN 978-4-08-782656-2 | 2014年5月2日   | ISBN 978-986-356-020-3 |
| 3    | 2014年11月21日 | ISBN 978-4-08-782798-9 |                |                        |
| 4    | 2015年7月24日  | ISBN 978-4-08-782853-5 |                |                        |

## 電視動畫
同名改编电视动画于2015年7月（夏季档）开始播放。

### 製作人員
- 原作：山形石雄《六花的勇者》（集英社／「Dash X文庫」刊）
- 原作插畫：宮城
- 監督：高橋丈夫
- 助監督：三瓶聖
- 系列構成、劇本：浦畑達彦
- 人物設計、總作畫監督：小磯沙矢香
- 副人物設計、總作畫監督：石原惠治、櫻井正明
- 道具設計：岩永悅宜
- 怪物設計、概念設計：福島達也
- 色彩設定：佐野瞳
- 美術設定：加藤浩
- 美術監督：栫博次
- 攝影監督：井上洋志
- 編輯：塚常真理子
- 音響監督：岩浪美和
- 音樂：大島滿
- 音樂製作：波麗佳音
- 音樂製作人：高畑裕一郎
- 執行製作人：笹木孝弘、足立聰史、麻生一宏
- 製作人：石黑達也、高野貴志、矢崎史、藤田敏
- 動畫製作人：林瑛介
- 動畫製作：Passione
- 製作：「六花的勇者」製作委員會[2]

### 主題曲
片頭曲
「Cry for the Truth」（第1話－第4話、第12話）
作詞：RUCCA，作曲：藤田淳平（Elements Garden），編曲：岩橋星實（Elements Garden），歌：MICHI
「Black Swallowtail」（第5話－第11話）
作詞：上木彩矢，作曲：黑瀨圭亮，編曲：Tom-H@ck，歌：UROBOROS
片尾曲
「Secret Sky」（第1話－第3話、第8話、第12話）
作詞：RUCCA，作曲、編曲：藤間仁（Elements Garden），歌：MICHI
「Dance in the Fake」（第4話－第5話、第10話）
作詞：RUCCA，作曲、編曲：藤間仁（Elements Garden），歌：娜榭塔妮亞（日笠陽子）
「Nameless Heart」（第6話－第7話、第9話、第11話）
作詞：RUCCA，作曲、編曲：藤間仁（Elements Garden），歌：芙雷米（悠木碧）

### 各話列表
| 話數     | 日文標題 | 中文標題           | 分鏡               | 演出                       | 作畫監督 | 總作畫監督                            |
| -------- | -------- | ------------------ | ------------------ | -------------------------- | --- | ------------------------------------- |
| 第一話   |          | 地表上最强的男人   | 高橋丈夫           | 三瓶聖 末田宜史 重原克也   | 石原惠治、近藤源一郎 橋本英樹、小野田貴之 佐藤麻里那                                                                         | 小磯沙矢香                            |
| 第二話   |          | 出征之旅           | 高橋成世           | 淺利藤彰                   | 坂田龍典、羽野宏明 岩井優器、冨澤佳也乃 佐野陽子                                                                             | 櫻井正明                              |
| 第三話   |          | 「六花殺手」的少女 | 島津裕行           | 關曉子                     | | 石原惠治                              |
| 第四話   |          | 勇者集結           | 末田宜史、高橋成世 | 中邑正 弓越多來頭          | 橋本英樹、小野田貴之 松岡謙志、岡本達明 勝亦祥視                                                                             | 近藤源一郎 櫻井正明                   |
| 第五話   |          | 第七名勇者         | 高橋丈夫           | 末田宜史                   | 阿部 | 小磯沙矢香                            |
| 第六話   |          | 陷阱與潰逃         | 小島正幸           | 重原克也                   | 橋本英樹、近藤源一郎 常盤健太郎、坂本龍典 瀧川和男、青木厚司 中村慎吾、柳瀨讓二                                              | 小磯沙矢香 宇野真 石原惠治            |
| 第七話   |          | 兩个人的理由       | 島津裕行           | 伊藤史夫 重原克也 末田宜史 | 柴田志郎、服部憲知 飯飼一幸                                                                                                  | 小磯沙矢香 櫻井正明 近藤源一郎        |
| 第八話   |          | 凡人和天才         | 迫井政行           | 淺利藤彰 高橋成世          | 小林明美、橋本英樹 後藤圭祐、常盤健太郎 中村慎吾、柳懶譲二 小野田貴之、依田正彦 滿若高代、櫻井祐哉                           | 小磯沙矢香 石原惠治 宇野真            |
| 第九話   |          | 猜疑的萌芽         | 高橋成世           | 喜多幡徹、森義博           | 小林利充、謝宛倩 糸島雅彦、吉崎雅博 、木下由美子                                                                             | 小磯沙矢香 櫻井正明 近藤源一郎        |
| 第十话   |          | 穷途末路           | 中野典克           | 间岛崇宏                   | 小岛彰、 越后光崇、安田祥子 LEE SANG-MIN                                                                                     | 小矶沙矢香 石原恵治 樱井正明          |
| 第十一话 |          | 反攻               | 红优、             | 末田宜史 重原克也          | 柳濑让二、北尾胜 依田正彦、常盘健太郎 满若高代、樱井祐哉 中村真悟、杉山了蔵 高乘阳子、阿部可奈子 樱井拓郎、藤原利恵 萩原省智 | 小矶沙矢香 石原恵 樱井正明 近藤源一郎 |
| 第十二話 |          | 解明之时           | 川尻善昭           | 淺利藤彰 中邑正            | 近藤源一郎、常盤健太郎 岡本達明、後藤圭祐 滿若高代、櫻井祐哉 小林しほ子、柳瀬譲二                                            | 小矶沙矢香 石原恵 樱井正明 近藤源一郎 |

### 播放電視台
日本深夜動畫：下文記載的日本国内播放時間使用日本標準時間（UTC+9）表示。因為部分時間标识會採用30小时制，因此請留意这类超过24:00的时间，其實際播放時間為翌日清晨。
| 播放地區   | 播放電視台 | 播放日期        | 播放時間            | 備註                  |
| ---------- | ---------- | --------------- | ------------------- | --------------------- |
| 近畿廣域圈 | 每日放送   | 2015年7月4日－  | 星期日 2:58－3:28   | 『Anime Shower』第3部 |
| 東京都     | TOKYO MX   | 2015年7月8日－  | 星期三 23:30－0:00  |                       |
| 日本全國   | AT-X       | 2015年7月5日－  | 星期日 17:00－17:30 | 有重播                |
| 日本全國   | BS11       | 2015年7月11日－ | 星期六 23:00－23:30 | 『ANIME+』            |

| 發佈          | 播放日期        | 更新时间     |
| ------------- | --------------- | ------------ |
| NICONICO頻道  | 2015年7月9日－  | 星期五 0:00  |
| GYAO!         | 2015年7月9日－  | 星期五 0:00  |
| 萬代頻道      | 2015年7月10日－ | 星期六 0:00  |
| d Anime Store | 2015年7月10日－ | 星期五 12:00 |
| animehodai    | 2015年7月11日－ | 星期六 12:00 |
| U-NEXT        | 2015年7月11日－ | 星期六 12:00 |
| au animepass  | 2015年7月14日－ | 星期二 12:00 |

### BD / DVD
| 卷 | 發售日         | 收錄話數       | 規格編號   | 規格編號   |
| 卷 | 發售日         | 收錄話數       | BD         | DVD        |
| -- | -------------- | -------------- | ---------- | ---------- |
| 1  | 2015年9月16日  | 第1話－第2話   | PCXG-50491 | PCBG-52801 |
| 2  | 2015年10月21日 | 第3話－第4話   | PCXG-50492 | PCBG-52802 |
| 3  | 2015年11月18日 | 第5話－第6話   | PCXG-50493 | PCBG-52803 |
| 4  | 2015年12月16日 | 第7話－第8話   | PCXG-50494 | PCBG-52804 |
| 5  | 2016年1月6日   | 第9話－第10話  | PCXG-50495 | PCBG-52805 |
| 6  | 2016年2月3日   | 第11話－第12話 | PCXG-50496 | PCBG-52806 |

## 评价与影响
本作曾荣获「這本輕小說最厲害2013」第3名、「這本輕小說最厲害2014」第8名，以及第一屆「店員最愛輕小說大賞」第五位。

## 外部連結
- 集英社 Super Dash X文庫｜六花的勇者（页面存档备份，存于）（日語）
- 電視動畫《六花的勇者》官方網站（日語）
- 電視動畫《六花的勇者》官方的X（前Twitter）（日語）